# Pedobiologia
Pedobiologia – dział ekologii poświęcony organizmom zasiedlającym glebę i ściółkę. Bada zarówno relacje pomiędzy tymi organizmami, jak i pomiędzy organizmami a ich biotopem.
Do międzynarodowych recenzowanych czasopism naukowych poświęconych tej dziedzinie należą m.in.: Applied Soil Ecology, Biology and Fertility of Soils, European Journal of Soil Biology, Pedobiologia, Research Journal of Soil Biology, Soil Biology and Biochemistry i Soil Organisms.